# Samostje (Kaliningrad)
Samostje (russisch Замостье, deutsch Klein Datzen) ist ein Ort in der russischen Oblast Kaliningrad. Er gehört zur kommunalen Selbstverwaltungseinheit Munizipalkreis Osjorsk im Rajon Osjorsk.

## Geographische Lage
Samostje liegt nordwestlich der Regionalstraße 27A-025 (ex R508), elf Kilometer nördlich der Rajonstadt Osjorsk (Darkehmen/Angerapp). Bis 1945 bestand Bahnanschluss über die nahe gelegene Station Spirockeln (1938–1945 Hohenfried) an der Bahnstrecke Insterburg–Lyck.

## Geschichte
Klein Datzen – in Unterscheidung zu den beiden im direkten Umkreis gelegenen Ortschaften Groß Datzen (russisch: Spornoje) und Datzkehmen (1938–1945 Lorenzfelde, russisch: Maloje Rjaschskoje), beide Orte sind nicht mehr existent – gehörte seit 1874 als Landgemeinde zum neu eingerichteten Amtsbezirk Kieselkehmen im Kreis Gumbinnen. Im Jahre 1910 lebten in Klein Datzen 45 Einwohner. Am 1. Juli 1935 büßte Klein Datzen seine Selbständigkeit ein und wurde in die Gemeinde Spirockeln (1938–1945 Hohenfried, heute nicht mehr existent) eingegliedert. Standesamtlich blieb die Orientierung nach Nemmersdorf (russisch: Majakowskoje) bestehen.
Infolge des Zweiten Weltkrieges kam Klein Datzen mit der gesamten nordostpreußischen Region zur Sowjetunion. 1950 erhielt der Ort den russischen Namen „Samostje“ und wurde dem Dorfsowjet Sadowski selski Sowet im Rajon Osjorsk zugeordnet. Von 2008 bis 2014 gehörte Samostje zur Landgemeinde Krasnojarskoje selskoje posselenije, von 2015 bis 2020 zum Stadtkreis Osjorsk und seither zum Munizipalkreis Osjorsk.

## Kirche
Bis 1945 war Klein Datzens Bevölkerung vorwiegend evangelischer Konfession. Das Dorf war in das Kirchspiel Nemmersdorf (russisch: Majakowskoje) eingepfarrt, das zum Kirchenkreis Gumbinnen in der Kirchenprovinz Ostpreußen der Kirche der Altpreußischen Union gehörte. Letzter deutscher Geistlicher war Pfarrer Hans Puschke.
Nach dem Verbot aller kirchlichen Aktivitäten während der Sowjetzeit entstanden erst in den 1990er Jahren wieder evangelische Gemeinden in der Oblast Kaliningrad. Samostje liegt jetzt im Bereich der Kirchenregion Gussew (Gumbinnen) in der Propstei Kaliningrad der Evangelisch-Lutherischen Kirche Europäisches Russland (ELKER), deren Geistliche die der Salzburger Kirche in Gussew sind.